# Selles, Eure
Selles är en kommun i departementet Eure i regionen Normandie i norra Frankrike. Kommunen ligger i kantonen Pont-Audemer som tillhör arrondissementet Bernay. År 2022 hade Selles 476 invånare.

## Befolkningsutveckling
Antalet invånare i kommunen Selles
Referens:INSEE